# Hidde Maas
Jan Hidde Maas (Groenekan, 29 juli 1944) is een Nederlands acteur.
Maas maakte zijn televisiedebuut in De Arme Dieven (1966). Op het witte doek speelde hij in films als Moord in extase (1984), Wildschut (1985), Amsterdamned (1988) en The Delivery (1999). In de jaren 80 en 90 had hij een hoofdrol in de serie Spijkerhoek, waarin Maas Gerard Verlinden speelde. Begin jaren 90 speelde hij de hoofdrol in Welcome (1991) en Welcome 2 (1992), de eerste korte films van Cyrus Frisch. In 2003 en 2004 speelde hij de rol van Arthur van Walsum in de soap Onderweg naar Morgen. In 2005 speelde hij Klompsma in Kameleon 2 en in 2006 was hij 'chef' Stans H. Snipper in de serie De Club van Sinterklaas. Een vergelijkbare rol had hij in februari 2007 in de film Ernst, Bobbie en de geslepen Onix.

## Filmografie
- De arme dieven (televisiefilm, 1966) - Rekruut Teddy
- Kaas (televisiefilm, 1968) - Bartherotten
- Amsterdam 700 (miniserie, 1975) - Gielis Persijn
- Sil de Strandjutter (miniserie, 1976) - Jelle Droeviger
- Voorbij, voorbij (televisiefilm, 1979) - Arie
- Laat de dokter maar schuiven (1980) - Taxichauffeur
- Nestwarmte (televisiefilm, 1981) - Rol onbekend
- Briefgeheim (televisieserie) - De vader van Eva van Zuijlen (1983)
- Moord in extase (1984) - Bewaker
- Wildschut (1985) - Jim
- Kanaal 13 (televisieserie) - Platenbaas (1982-1985)
- Auf Achse (televisieserie) - Jan Lammers (afl. Thai-Teak, 1986)
- De ratelrat (1987) - Luitenant Sudema
- Amsterdamned (1988) - Martin Ruysdael
- Force majeure (1989) - De advocaat
- Medisch Centrum West (1989) - Koos Schapers / Adriaan Schapers
- La Donna è mobile (1990) - Rol onbekend
- Welcome (Short, 1991) - Poetische woesteling
- Welcome 2 (Short, 1992) - Holenman
- 12 steden, 13 ongelukken (televisieserie) - Levien (afl. Bruinisse, 1993)
- Spijkerhoek (1989-1993) - Gerard Verlinden (1989-1993)
- De Gouden Swipe (televisiefilm, 1995) - Rol onbekend
- Coverstory (televisieserie) - Boer Dijkstra (Episode 2.8, 1995)
- The Way to Dusty Death (televisiefilm, 1995) - Tom Hagen
- Night Watch (televisiefilm, 1995) - Miles Van Dehn
- Tasten in het duister (televisiefilm, 1996) - Peter Olaf
- The Little Riders (televisiefilm, 1996) - Dr. Van Renesse
- No More Control (1996) - Rol onbekend
- The Delivery (1999) - Gerard
- De Fûke (2000) - Burgemeester
- Il prezzo (2000) - Edgar
- Baantjer (televisieserie) - Det. Tuinstra (afl. De Cock en de zaak Vledder, 2000)
- Westenwind (televisieserie) - Rudi Groeneveld (afl. onbekend, 2000)
- De Leeuw van Oz (animatiefilm, 2002) - Gloom
- Onderweg naar Morgen (televisieserie) - Arthur van Walsum (afl. onbekend, 2003-2004)
- Kameleon 2 (2005) - Klompsma
- De Club van Sinterklaas (2006) - Stans H. Snipper
- Ernst, Bobbie en de geslepen Onix (2007) - Wolter Onix
- Overspel (VARA, 2011) - Louis Karelse (afl. 1+2)